# Attambelo VII
Attambelo VII (fl. II secolo) era un re di Characene, stato vassallo dei Parti e importante porto commerciale.
Il suo breve regno durò dal 113/4 al 116/7 d.C. e fu dedicato soprattutto a contrastare l'invasione romana sotto Traiano.

## Biografia
Come la maggior parte dei re di Characene, è conosciuto principalmente da fonti numismatiche, nel suo caso da poche monete di bronzo datate 113/114 d.C.
Nel 114 o 115 l'imperatore Traiano prese la capitale partica di Ctesifonte e si spostò con una flotta di 50 navi verso lo stato caraceno sul Golfo Persico. Attambelo VII si arrese a Traiano intorno al 116/17 d.C. che ricevette la temporanea sottomissione di Attambelo, in quanto principe regnante a Characene.
Nonostante la vittoria schiacciante, i Romani non tennero a lungo la Mesopotamia, che venne abbandonata poco dopo la morte di Traiano. Tuttavia, il destino di Attambelo VII durante questo periodo è sconosciuto. Del successivo re di Characene si hanno notizie solo nel 131 d.C.. Il suo successore fu Meredate, figlio di Pacoro II, re dell'Impero partico che era stato a sua volta re di Characene dall'80 al 101/02, una generazione prima. Meredate fu infine spodestato da suo cugino Vologase IV, appartenente a un ramo rivale della casa reale partica, a indicare un periodo di debolezza sia all'interno della regalità partica sia dei governanti locali di Characene, debolezza aggravata dall'invasione di Traiano. L'indebolimento del potere reale può essere indicato anche dalla qualità della moneta di Attambelo, che è di bronzo, a differenza dei tetradrammi dei suoi predecessori, e può spiegare il declino della monetazione dopo l'epoca di Attambelo VII.
La monetazione di Attambelo VII è significativa anche perché le sue sono le ultime monete locali che presentano uno stile veramente greco. A partire dall'invasione di Traiano l'influenza dello stile greco diminuisce sensibilmente.